# Hiryu
La Hiryu (飛龍?, Hiryū, in giapponese "Dragone volante") fu una portaerei classe Soryu modificata, unità della Marina imperiale giapponese in grado di trasportare uno stormo imbarcato di 57 velivoli tra caccia Mitsubishi A6M, aerosiluranti Aichi D3A e bombardieri Nakajima B5N.
Partecipò all'attacco di Pearl Harbor che iniziò la guerra nel Pacifico. Venne ripetutamente colpita durante la battaglia delle Midway da bombardieri in picchiata della US Navy il 4 giugno 1942 che causarono danni irreparabili alle sue strutture. Affondò alle 08:20 circa del giorno successivo, dopo che nella notte era stata colpita nuovamente da una bordata di siluri partita dal cacciatorpediniere Makigumo.

## Operatività
Partecipò, insieme ad altre portaerei, alla Incursione giapponese nell'Oceano Indiano del 1942. Diede la caccia infruttuosamente alle portaerei statunitensi USS Enterprise ed USS Hornet dopo il raid di Doolittle su Tokyo.

### Midway
Una delle portaerei protagoniste dell'attacco di Pearl Harbor, andò perduta alla battaglia delle Midway tra il 4 giugno ed il 5 giugno 1942. Fu irrimediabilmente incendiata dai colpi ricevuti dai bombardieri di picchiata SBD Dauntless del VB-6 partiti dalla portaerei americana USS Enterprise.
Il comandante della 2ª divisione portaerei, ammiraglio Tamon Yamaguchi, scelse come il capitano Tomeo Kaku di rimanere a bordo della portaerei condannata in ossequio alle regole del Bushidō, privando la marina imperiale giapponese di uno dei più esperti comandanti in tattiche aeronavali.